# 三坊一照壁

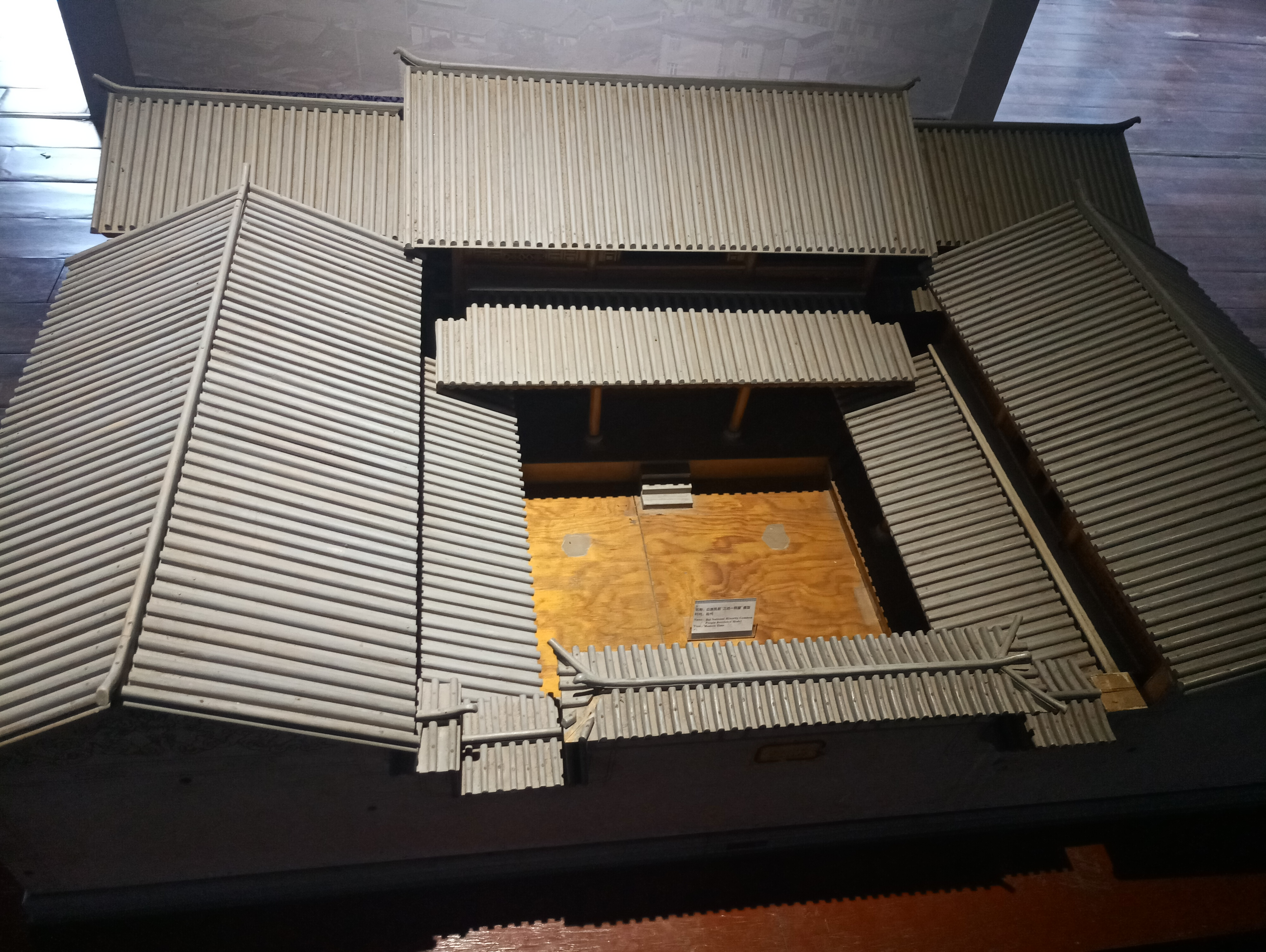
大理州博物馆的白族民居“三坊一照壁”模型

三坊一照壁，是中国云南大理白族民居的建築格局，統一而靈活。住房以三間兩層，底層帶「廈廊」的建築為一建造單元，稱為一坊。各戶住房以一坊為基本單位進行靈活多變的組合，構成一坊、兩坊、三坊（三合院）、四坊（四合院）、重院等形式。

## 特点
經濟較富裕、人口多的家庭建三坊及一照壁組成院落，主院側有雜用院，大門前為空曠田野，門外的照壁有保富貴平安之意。並設一入口巷道，增加曲折隱密，避開直沖的不吉。
由於「三坊一照壁」的庭院易於美化佈置，故深得白族人的喜愛。採用此形式的住宅，照壁一般位於院子東面，其高度較住房低，能較早地迎來東升的太陽，冬季適於納暖避寒。白色照壁的反射光還可增加院子周圍住房的亮度。三坊一照壁式民居門內設有屏牆，白族人會在牆上進行美化或寫詩詞。

## 外部連結
- 中國民居-白族的「三坊一照壁」